# „Bird” Charlie Parker: 1949 Concert & All-Stars 1950–1951
„Bird” Charlie Parker: 1949 Concert & All-Stars 1950–1951 – kompilacja koncertowych nagrań amerykańskiego saksofonisty altowego Charliego Parkera oraz towarzyszących muzyków. Podczas rejestrowania zamieszczonych na płycie utworów grali: Dizzy Gillespie, Al Haig, Tommy Potter, Red Rodney, Roy Haynes, Bud Powell, Fats Navarro, Curly Russell i Art Blakey.
CD wydany został w 1988 przez francuską firmę Forlane International (UCD 19009).

## O płycie
Nagrania, z których powstał album pochodzą z trzech różnych występów Charliego Parkera i kierowanych przez niego zespołów.
Pięć pierwszych utworów zarejestrowanych zostało podczas koncertu w 1949. Koncert „The Stars Of Modern Jazz” odbył się 24 grudnia 1949 w Carnegie Hall, w Nowym Jorku. Uczestniczyli w nim:
- Charlie Parker – saksofon altowy
- Red Rodney – trąbka
- Al Haig – fortepian
- Tommy Potter – kontrabas
- Roy Haynes – perkusja

Kompozycje umieszczone na płycie pod nr 6 - 9 zarejestrowano w maju 1950. Były to nagrania radiowe z 15 i 16 maja 1950, zapisane podczas występu muzyków w klubie „Birdland”. W koncercie wzięli udział:
- Fats Navarro – trąbka
- Charlie Parker – saksofon altowy
- Bud Powell – fortepian
- Curly Russell – kontrabas
- Art Blakey – perkusja

Według informacji z okładki CD Forlane, nagrań utworów zamieszczonych jako pozycje: 10 - 13, dokonano w marcu 1951. 
Wtedy w klubie „Birdland” odbył się koncert z udziałem następujących muzyków:
- Dizzy Gillespie – trąbka
- Charlie Parker – saksofon altowy
- Bud Powell – fortepian
- Tommy Potter – kontrabas
- Roy Haynes – perkusja

Występ miał miejsce 31 marca 1951. W informacji o sesji z tego dnia utwór „52nd Street Theme” nie jest jednak wymieniany. Obecny jest natomiast wśród utworów zarejestrowanych w dniach 15/16 maja 1950, razem z nagraniami figurującymi na płycie pod numerami 6-9.

## Lista utworów
1949 Concert
| 1. | „Ornithology” (Benny Harris, Charlie Parker)                            | 4:19  |
|    |                                                                         |       |
| 2. | „Cheryl” (Charlie Parker)                                               | 4:56  |
|    |                                                                         |       |
| 3. | „Ko Ko” (Charlie Parker)                                                | 5:00  |
|    |                                                                         |       |
| 4. | „Bird Of Paradise” (Edward K. Ellington)                                | 6:06  |
|    |                                                                         |       |
| 5. | „Now's The Time” (Edgar Smith, Jerome Kern, C.M. Ziehrer, Bob Kodanzky) | 5:12  |
|    |                                                                         |       |
|    |                                                                         | 25:33 |
|    |                                                                         |       |
All Stars 1950–1951
| 6.  | „Perdido” (Juan Tizol, Ervin Drake, Hans Lengsfelder)                 | 5:55  |
|     |                                                                       |       |
| 7.  | „Move” (Charlie Shavers)                                              | 4:49  |
|     |                                                                       |       |
| 8.  | „Rifftide” (Avery Parrish) lub (Thelonious Monk[1])                   | 9:25  |
|     |                                                                       |       |
| 9.  | „Cool Blues” (Charlie Parker)                                         | 4:50  |
|     |                                                                       |       |
| 10. | „52nd Street Theme” (Thelonious Monk)                                 | 2:05  |
|     |                                                                       |       |
| 11. | „Anthropology” (Charlie Parker, Dizzy Gillespie)                      | 5:26  |
|     |                                                                       |       |
| 12. | „'Round Midnight” (Cootie Williams, Thelonious Monk, Bernie Hanighen) | 3:30  |
|     |                                                                       |       |
| 13. | „Night In Tunisia” (Frank Paparelli, Dizzy Gillespie)                 | 5:13  |
|     |                                                                       |       |
|     |                                                                       | 41:13 |
|     |                                                                       |       |

## Informacje uzupełniające
Na winylowym LP, o takim samym tytule i okładce, wydanym przez Forlane (UM 9009) we Francji w 1987 lub 1988, na stronie „A” zamieszczono cały koncert (pięć nagrań) z Carnegie Hall z 1949. Strona „B” zawierała 6 utworów; w porównaniu do CD brak jest utworów „Rifftide” oraz „Anthropology”. Na obu wydaniach autorstwo utworu „Ko Ko” błędnie przypisano Duke'owi Ellingtonowi.
- Projekt okładki – Pierre Labourasse.
- Tekst z wnętrza wkładki dołączonej do płyty informuje, że nagrania zarejestrowano w nowojorskim klubie („performances taken live from appearances at (...) Cafe Society Downtown”). Dyskografia Parkera[5] nie zawiera nagrań utworów wymienionych na tym albumie, które byłyby zarejestrowane przez podany skład osobowy, w podanym czasie i w tym właśnie miejscu, sytuuje je natomiast w klubie „Birdland”.
- nagrania 1-5 wydane były na LP Charlie Parker - 1949 Concert (Alamac, QSR 2405) oraz (w połączeniu z innymi nagraniami Parkera), na LP Charlie Parker Dance Of The Infidels amerykańskiej wytwórni Blue Parrot Records (AR 701, JPG 1).
- nagrania 6-13 publikowane były wcześniej na monofonicznym LP wyprodukowanym przez amerykańską wytwórnię Urania.
- nagrania 6-9 (oraz 10) publikowane były również na płytach: LP Charlie Parker – Fats Navarro – Bud Powell (Ozone 4) oraz na LP Charlie Parker – One Night In Birdland (Columbia JG 34808)
- nagrania 11-13 ukazały się też na płycie Charlie Parker - Summit Meeting At Birdland (Columbia JC 34831)